# Premier Amour (Les Simpson)
Pour les articles homonymes, voir Premier Amour.
Premier Amour (France) ou La Jeune Fille et la Mère (Québec) (The Daughter Also Rises) est le 13e épisode de la saison 23 de la série télévisée Les Simpson.

## Synopsis
Bart et Milhouse sont en train de compter le nombre de cartes de Saint-Valentin qu’ils ont reçues jusqu’à ce que, lassés, ils décident de regarder la télé. Alors que Marge tente vainement de les en empêcher, ils finissent tout de même par regarder l'émission à succès de deux hommes qui tentent de lever le voile sur la véracité des mythes populaires. Et cette émission leur donne aussi l'idée de lever le voile sur les mythes populaires de leur école élémentaire. En prenant Milhouse comme cobaye, les deux compères vont ainsi gagner en popularité… En même temps, Marge propose à Homer de faire une Saint-Valentin un peu différente cette année : Homer va passer un peu plus de temps avec son fils, tandis que Marge veut se consacrer à sa fille. Et pendant qu'elles dînent entre mère et fille au restaurant, Lisa fait la rencontre d'un charmant garçon pour qui elle craque directement. Mais lorsque leur relation commence à prendre de l'importance, elle veut faire l’impossible pour pouvoir vivre avec lui… éternellement.

## Réception
Lors de sa première diffusion l'épisode a rassemblé 4,26 millions de téléspectateurs.

## Notes

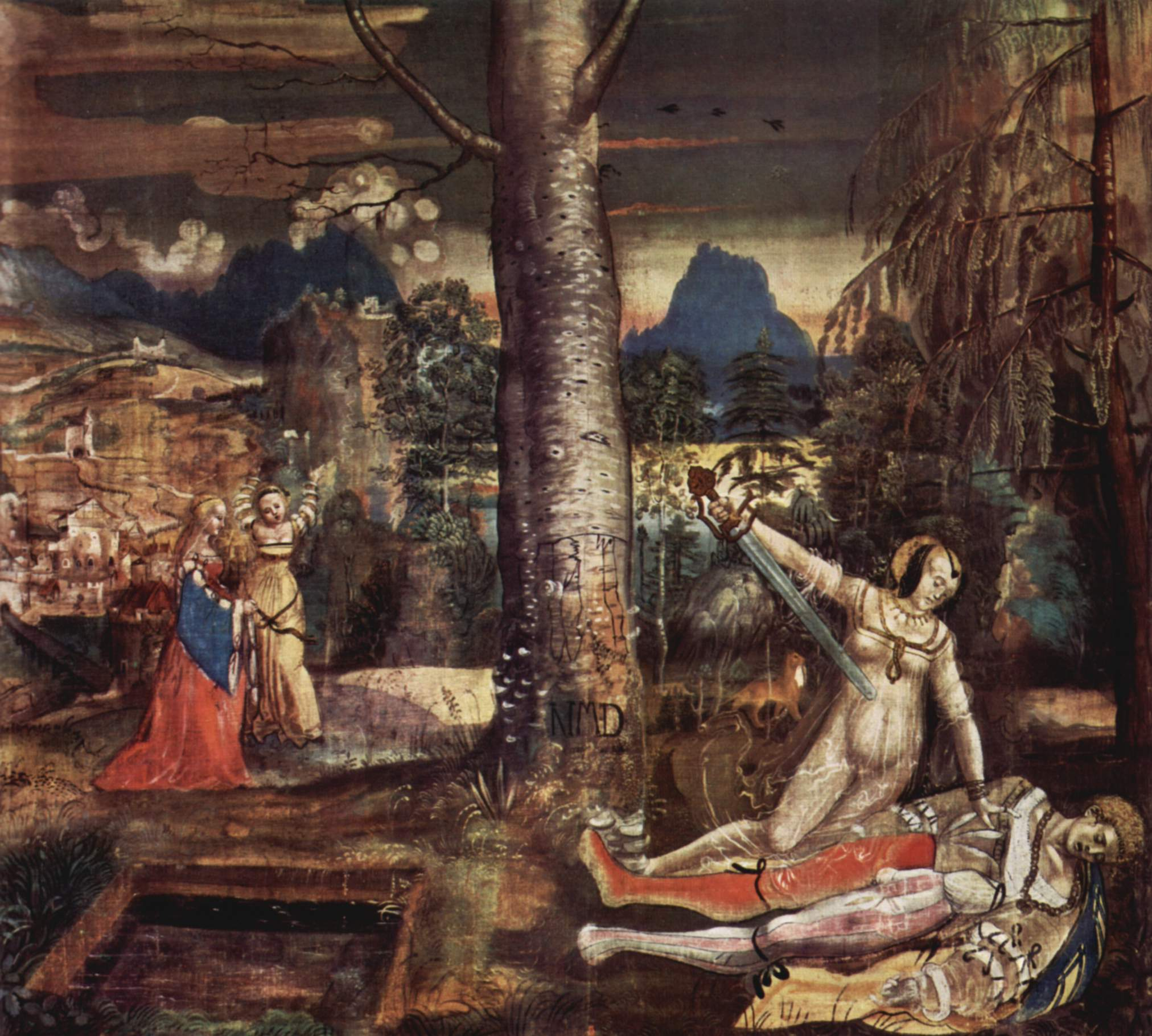
Lisa et Nick ont lié connaissance à travers la fissure d’un mur, comme Pyrame et Thisbé. Aussi Marge ne veut-elle pas que sa fille Lisa perpétue la légende, en suivant son amoureux sous le mûrier de Mulberry Island….